# Pachymerola wappesi
Pachymerola wappesi là một loài bọ cánh cứng trong họ Cerambycidae.